# Madrid galdosiano

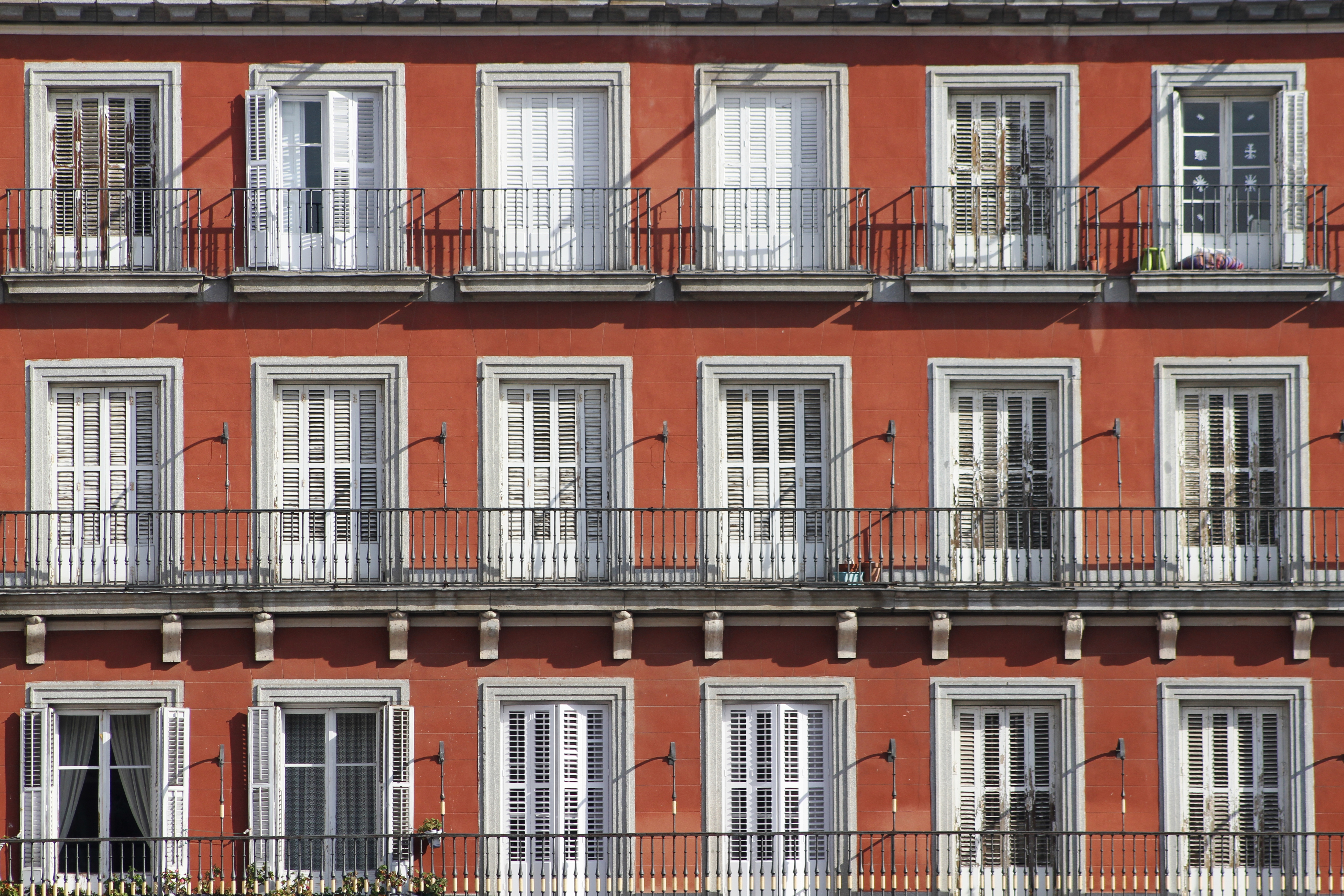
Balcones de la Plaza Mayor de Madrid.

Madrid galdosiano o Madrid de Galdós es el conjunto de escenarios geográficos, históricos y sociológicos que en la obra de Benito Pérez Galdós representan la ciudad y los habitantes del pueblo de Madrid. Una suma de grupos humanos tan diversos como las casas y calles que habitaron o los círculos y ocupaciones que compusieron su existencia literaria. El Madrid de Galdós, como el Londres de Dickens o el París de Balzac, conforma un entramado con una identidad propia en el contexto de la narrativa española del Realismo en la Literatura Universal. Un mérito que, si ha de considerarse como tal, Galdós, sin duda, jamás pretendió; pues antes que literarias sus preocupaciones siempre tuvieron como objetivo «adentrarse en el alma española... descubrir el ser español, saber ¿qué es España?». Y su laboratorio singular fue la ciudad y el pueblo de Madrid.
Quizá nadie mejor que María Zambrano, una de las más profundas analistas de la obra y persona de Galdós, para definir la importancia del concepto que encierran esas dos palabras, Madrid galdosiano, con estas otras, escritas pocos años antes de su muerte:

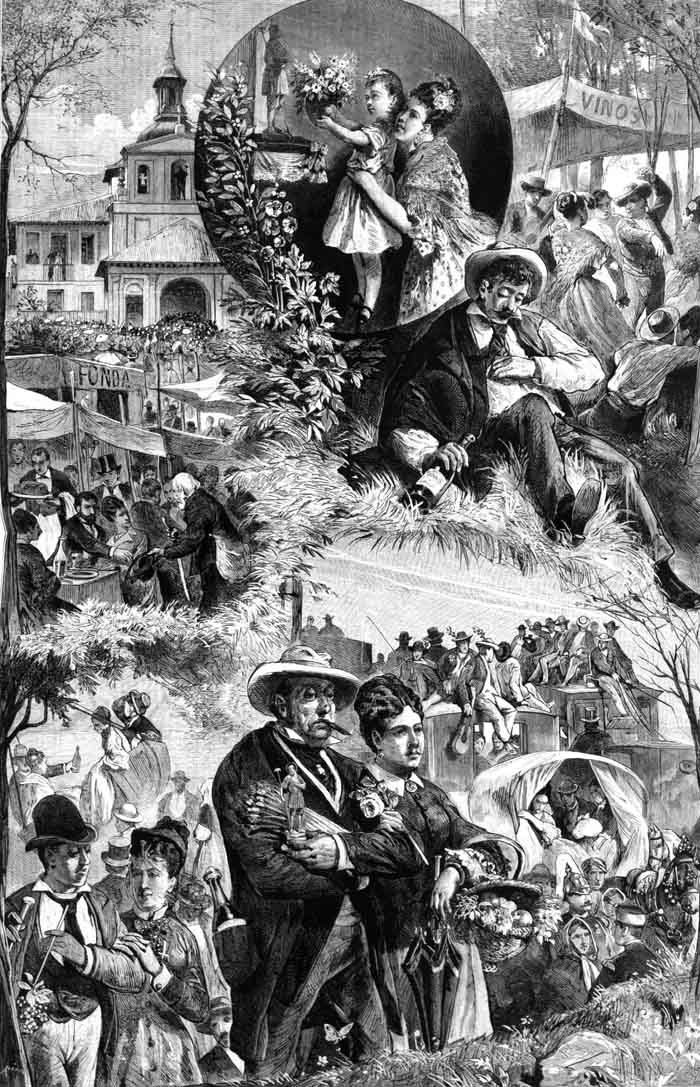
"Costumbres populares de Madrid. La romería de San Isidro". Dibujo de Daniel Perea, publicado en La Ilustración Española y Americana en mayo de 1875.

¿Será acaso Galdós el poeta de Madrid? Ese poeta que toda ciudad necesita para existir, para vivir, para verse también.
María Zambrano (en 1988)

## Galdós, vecino madrileño
Benito Pérez Galdós llegó a Madrid en el tren que le traía desde Alcázar de San Juan, después de un largo viaje desde su Canarias natal. Ocurrió a finales de septiembre de 1862 y el joven aspirante universitario tenía 19 años. Lo recibió «el Madrid isabelino, agradable, atractivo, simpático, de vida fácil, donde, aunque sea inexplicable, se podía vivir sin trabajar». Recién llegado recaló por poco tiempo en el barrio de Lavapiés, en una pensión de la calle del Olivar; de allí se mudó a un segundo piso del número 3 de la calle de las Fuentes, a otra pensión más céntrica, cercana al Teatro de la Ópera de Madrid, donde se hospedaban sus paisanos Miguel Massieu y Fernando León y Castillo, compañero de colegio en Las Palmas de Gran Canaria, y que ya llevaba en la capital española dos años como estudiante de Derecho. Con el mayor de los León y Castillo acude el recién llegado a la capital española, a la tertulia de canarios que se reunía en el Café Universal de la Puerta del Sol, círculo en el que conoció a Luis Francisco Benítez de Lugo, atractivo personaje tinerfeño, octavo marqués de la Florida y seis años mayor que Galdós. Otro "domicilio alternativo o lugar de peregrinación" del joven Galdós fue el paraíso del Teatro Real, a cinco minutos de la pensión, una novedad apasionante para el melómano provinciano.
Tras pasar el verano de 1863 visitando a su familia en Las Palmas de Gran Canaria, a su regreso a Madrid para matricularse —con retraso de un mes— en las asignaturas del primer curso de Derecho, Galdós cambió de hospedaje, mudándose a una pensión en la calle del Olivo, entre la Gran Vía y Arenal. El establecimiento, propiedad de Jerónimo Ibarburu y su esposa Melitona Muela, aparecerá más adelante en su novela El doctor Centeno (1883) presentado como "pensión de doña Virginia", donde a lo largo de su obra entrarán y saldrán personajes (como Alejandro Miquis, que morirá en ella).
Sin vocación por sus estudios de Derecho, el joven curioso callejeaba «día y noche los barrios de Madrid, principalmente los populares e históricos, con un deseo casi físico de adueñarse de ellos...» En ellos se convirtió Galdós en cirujano de barrios, gentes, edificios de la historia cotidiana madrileña de la segunda mitad del siglo XIX. Como un personaje apenas entrevisto se lo veía en el Café de Naranjeros, en la plaza de la Cebada, el Café de las columnas (en Sol esquina a Espoz y Mina), el café Imperial (luego Café de Montaña) y el gran hogar que fue para Galdós el viejo Ateneo madrileño, cuando se encontraba en la calle de la Montera núm. 22, como aquel que dice, «a dos minutos» de su nueva casa de huéspedes.
Refugiado con sus compañeros de pensión en la calle del Olivo, vivió Galdós, aún mozo y por tanto impresionable, la sublevación del Cuartel de San Gil la tarde del 16 de junio de 1866, que tras el efímero «gemido de la conciencia nacional, abrumada», dejó sobre las calles del centro de Madrid «los despojos de la hecatombe y el rastro sangriento de la revolución vencida». El joven idealista de 23 años ("con impulso maquinal que brotaba de lo más hondo de mi ser") dejó a un lado sus veleidades de dramaturgo incipiente y tomando unas cuartillas se lanzó por el largo y estrecho callejón que, sin él saberlo, lo llevaría a la gloria universal; en el encabezado podía leerse: "La Fontana de Oro, novela histórica".
Dos años después de aquella tarde aciaga pero reveladora, se iba a producir otro gran cambio en la vida madrileña de Galdós. Junto con una variopinta representación de familiares más o menos allegados, se instalan todos —los ocho— en el, entonces, número 8 de la calle Serrano, en un amplio y luminoso piso tercero de una de las primeras casas construidas en el barrio de Salamanca, justo frente al solar donde se estaba construyendo la Biblioteca Nacional. Allí vivió el colectivo familiar durante seis años, hasta que en octubre de 1876 se trasladó a otro lujoso piso en el número 2 de la plaza de Colón, esquina a la ronda de Santa Bárbara (obra del arquitecto Lorenzo Álvarez Capra), compartido con sus dos hermanas.

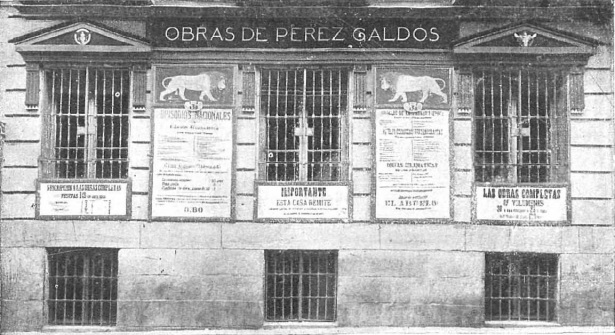
Vista de la fachada de la tienda-editorial de las obras de Galdós, en el núm. 32 de la calle de Hortaleza, hacia el año 1900. Foto de Christian Franzen.

Gracias a una colección de letras mercantiles firmadas por Galdós y conservadas por su nieto, Benito Verde Pérez-Galdós, se enumeran una serie de domicilios relacionados con Galdós, que no fueron su vivienda habitual familiar, pero en los que de algún modo vivió, trabajó o pasó parte de su tiempo, por motivos comerciales u otros desconocidos aún para los biógrafos —al inicio del siglo XXI—; esas direcciones son: Hortaleza 29 (1881), Fuencarral 53 (1893), Santa Engracia 46 (1894) y San Mateo (1885). También aparece la calle de Hortaleza, como domicilio editorial, en el piso bajo del número 132, oficina conocida como la canariera y considerada el «consulado cultural canario en Madrid». Desde ella movió sus peones en la gran partida del ajedrez editorial, que Galdós, tan buen escritor como mal empresario, perdió en un jaque final frustrado y litigante, que a punto estuvo de llevarlo a la ruina.
El penúltimo domicilio familiar de Galdós, en un barrio más modesto como era el de Gaztambide, fue una casa en el número 46 de la que fuera paseo de Areneros y a partir de 1903 calle de Alberto Aguilera, casi haciendo esquina con la que luego sería trazada como calle Gaztambide. En el piso principal de esa casa con jardincito, en un barrio entonces apacible, vivió Galdós hasta 1914. Desde ella se desplazó hasta el Congreso como diputado republicano por Madrid (1906-1914), y en ella fue operado de cataratas en mayo de 1911. Sin salir del barrio, sus años seniles, sin embargo, los pasó en un hotelito de ladrillo rojo del número 7 de la calle Hilarión Eslava, en compañía siempre vigilante de su sobrino o de Pepe, su criado. Queda noticia de que el incansable vecino de Madrid, ya ciego, dio su último paseo en coche por esta ciudad el 22 de agosto de 1919. No volvería a salir de casa. La uremia lo retuvo en cama a partir del 13 de octubre.

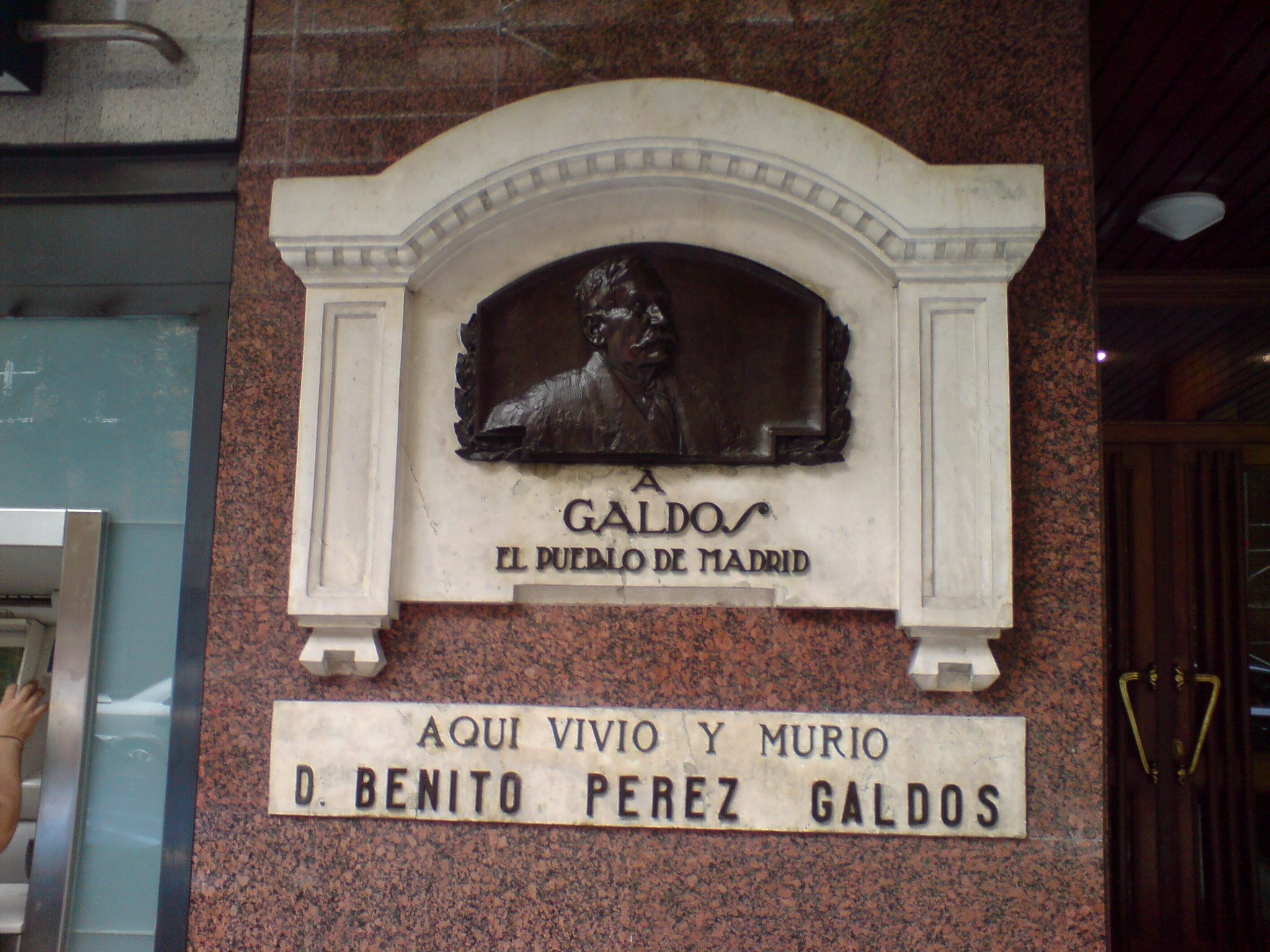
Placa dedicada a Galdós en el lugar donde estuvo su última casa, en la calle de Hilarión Eslava.

### La muerte de un vecino
«Ha hecho mucho frío aquel 3 de enero de 1920...» Gregorio Marañón, amigo y médico (y que según los biógrafos lo visitaba a diario, como los médicos de cabecera de 'antes'), se ha retirado a las tres de la madrugada. En el vestíbulo de la casa, el poeta Enrique de Mesa habla por teléfono con un periodista curioso como un buitre. Un grito rasga el aire espeso de la casa al filo de las tres y media de aquella madrugada, última en la vida de don Benito.
«Cuando Galdós murió, el 4 de enero de 1920, el pueblo de Madrid, instintivamente, sintió que algo suyo desaparecía». Tras 48 horas de capilla ardiente, primero en su propia casa y luego en el Patio de Cristales del Ayuntamiento, el 5 de enero partió hacia el cementerio de la Almudena la comitiva oficial del entierro, una columna silenciosa y oscura que fue creciendo cuando medio pueblo de Madrid se unió a ella para acompañar al paseante en su último viaje.

## Cronología de Galdós en Madrid
| Año  | Vida de Galdós | Eventos en Madrid |
| ---- | --- | --- |
| 1862 | Galdós llega a Madrid para estudiar Derecho. Se aloja en una pensión en Lavapiés, pero se traslada pronto a otra de la calle de las Fuentes (zona de Sol). | Termina la remodelación de la Puerta del Sol, y comienzan las acometidas de la red de alcantarillado, sustituyendo a los pozos negros.                                                                              |
| 1863 | Cambia de casa de huéspedes instalándose en la calle del Olivo (zona de Sol). Empieza a asistir al antiguo local del Ateneo madrileño. | Se empieza a edificar en el nuevo barrio de Salamanca. |
| 1865 | Es asiduo de las tertulias en los cafés de la capital. Empieza a colaborar en La Nación, periódico progresista que será suspendido por la censura un año después. | Noche de San Daniel; y epidemia de cólera, con tres mil muertos. |
| 1866 | Presencia como reportero novato las agitaciones de los últimos años del reinado de Isabel II. | Revueltas de San Gil, masacre y fusilamientos. |
| 1869 | Abandona Derecho y colabora en varias publicaciones madrileñas, iniciando su carrera como 'tiburón del cuarto poder' en el periodismo político, bajo la protección de José Luis Albareda.                                                                                  | Tras ser destronada Isabel II el año anterior con la Revolución de Septiembre, primeras elecciones por sufragio universal. Cortes constituyentes.                                                                   |
| 1870 | A raíz de la muerte de su hermano Domingo, su viuda y dos hermanas de Galdós (una de ellas acompañada de sus cuatro hijos), se instalan con él en Madrid, en un piso del barrio de Salamanca. Publica La Fontana de Oro, su primera novela. Es cronista parlamentario.     | Asesinato de Prim |
| 1871 | Albareda lo nombra director de El Debate. Pasa el verano en una fonda de Santander, donde conoce a José María de Pereda, a su regreso a Madrid recibe noticia de la muerte de su padre.                                                                                    | Se inaugura en Madrid la primera línea del 'tranvía de mulas', entre Sol y el barrio de Salamanca, donde vive Galdós.                                                                                               |
| 1873 | Desaparecidos El Debate, La Ilustración de Madrid, Las Novedades y La Nación, Galdós centra su actividad literario-periodística en La Revista de España y el semanario femenino La Guirnalda.                                                                              | Abdicación de Amadeo de Saboya y proclamación de la República |
| 1875 | Finaliza la primera serie de los Episodios, y emprende la segunda compuesta por diez libros, siete de los cuales se desarrollan en escenarios madrileños; contacta con el patriarca de los cronistas de Madrid, Mesonero Romanos, para que lo asesore en su tarea.         | Alfonso XII entra en Madrid. La política de represión en la libertad de cátedra desencadena la segunda cuestión universitaria. Se inaugura el Viaducto.                                                             |
| 1876 | En verano, el colectivo familiar Galdós abandona el piso de Serrano para trasladarse a un piso de lujo en Colón. | Mesonero Romanos ofrece, por 70 000 reales, su biblioteca para la creación de una Biblioteca Municipal en la Casa de la Panadería.                                                                                  |
| 1879 | Finaliza la segunda serie de los Episodios. | Segundas Bodas Reales de Alfonso XII, un año después de las primeras. |
| 1884 | Por iniciativa del Bilis club, a finales de marzo se montan dos grandes banquetes en honor de Galdós con asistencia de Cánovas, Castelar y Echegaray, tras ser rechazado en la Real Academia, institución en la que no sería admitido hasta 1888.                          | Inauguración del nuevo edificio del Ateneo. |
| 1885 | Publica Lo prohibido y viaja a Portugal con Pereda. Inicia la redacción de Fortunata y Jacinta. | Epidemia de cólera en Madrid. Muere de tuberculosis Alfonso XII. Comienzo de la regencia de María Cristina. |
| 1886 | Diputado en Cortes nombrado 'a dedo' por Sagasta. En diciembre, concluye la tercera parte de Fortunata y Jacinta (que no cerrará hasta junio del año siguiente). | Se aprueba el proyecto de la Gran Vía y se estrena la zarzuela del mismo nombre, de Federico Chueca y Joaquín Valverde.                                                                                             |
| 1890 | Desde sus artículos en la prensa madrileña explica su comunión con la celebración del 1 de mayo, por primera vez en España. | Ejecución pública por última vez en la Plaza de la Paja, por garrote vil. |
| 1891 | Nace María, única hija del escritor y Lorenza Cobián. Comienza a escribir teatro. Inicia relaciones con Concha Morell. | Primeras elecciones municipales por sufragio universal. |
| 1894 | Estrena La de San Quintín y Los condenados. Viaja a Canarias. | Romanones en la alcaldía madrileña. |
| 1896 | Estrena la versión teatral de Doña Perfecta. | Primeros automóviles y cinematógrafos en la capital de España. |
| 1897 | Habiendo sido nombrado académico el 13 de junio de 1888, el 7 de febrero pronuncia al fin su discurso de ingreso, titulado: "La sociedad presente como materia novelable", una declaración de principios y libro de estilo.                                                | Se crea la revista literaria pre-noventayochista Germinal. Ruperto Chapí estrena La Revoltosa. |
| 1898 | Inicia la tercera serie de los Episodios Nacionales. | Habiendo sido asesinado Cánovas el verano anterior en Guipúzcoa, nuevas repercusiones en Madrid, ahora del desastre del 98. El conjunto de acontecimientos llevan a Galdós a retomar la escritura de los Episodios. |
| 1901 | El estreno de su Electra provoca manifestaciones contra el poder eclesiástico. Elegido diputado republicano por Madrid. Los conservadores impiden su candidatura al Premio Nobel de Literatura.                                                                            | Creación del Ministerio de Instrucción Pública. Huelga de conductores de tranvías. |
| 1910 | Elegido diputado republicano por Madrid, preside la Conjunción Republicano-Socialista junto a Pablo Iglesias. Primeros síntomas de ceguera. | Se crea la Residencia de Estudiantes y se inician las obras de la Gran Vía madrileña. |
| 1912 | Su candidatura oficial al Premio Nobel de Literatura fracasa tras una furiosa campaña de los elementos ultramontanos del país. Concluye la quinta y última serie de los Episodios Nacionales. Galdós se queda ciego.                                                       | Asesinato de Canalejas en la Puerta del Sol. |
| 1915 | Propuesto por tercera vez al Nobel, en esta ocasión por la propia Academia Sueca, una oscura conjura con una clara cabeza conductora consigue que Galdós sea finalmente rechazado.                                                                                         | El 16 de abril un incendio destruye el Teatro de la Comedia. |
| 1916 | Por encargo de La Esfera, dicta sus Memorias de un desmemoriado, breves e incompletas (se detienen en 1901). | El 10 de junio se inaugura el Teatro Reina Victoria. Expulsado de Francia en otoño, Trotski ingresa en la Cárcel Modelo de Madrid.                                                                                  |
| 1920 | Muere Galdós en la madrugada del 4 de enero, en su último domicilio madrileño, a los 76 años de edad. Según la prensa de la época, unas 30.000 personas pasaron por su capilla ardiente y unas 20.000 acompañaron al féretro hasta el cementerio de la Almudena de Madrid. | La coalición conservadora resulta ganadora en las elecciones. Huelgas de albañiles y metalúrgicos en la capital española. Valle-Inclán publica por entregas Luces de bohemia en la revista España.                  |

## Novelas esenciales del Madrid galdosiano
Si bien es cierto que gran parte de la obra de Galdós 'rezuma' Madrid, hay un puñado de novelas en las que la presencia de la ciudad y sus gentes es tan fuerte que desde antiguo han servido de escaparate y guía a críticos y estudiosos tanto del escritor como de la capital española. Y en ese escaparate no podrán faltar los siguientes títulos:

### La desheredada(enero-junio de 1881)
La primera de las "Novelas contemporáneas" se desarrolla en su integridad en Madrid y su cinturón. La determinación de Galdós de centrar algunas de sus "novelas españolas contemporáneas" en el 'marco incomparable' de la capital española de mediados del siglo XIX, queda patente cuando titula uno de los capítulos de La desheredada: "Tomando posesión de Madrid". Cronológicamente, esta novela puede considerarse como su segunda 'toma de posesión', después del umbral genérico que fue La Fontana de Oro.
Son escenarios frecuentes en el desarrollo de la trama: el manicomio de Leganés; barriada del Pez; barrios de Peñuelas y Arganzuela, en Embajadores; entornos de la Puerta del Sol y la Red de San Luis; la plaza Mayor y plaza de la Villa; Atocha, paseo del Prado, Retiro y Campos Elíseos; Plaza de Oriente, Viaducto, Vistillas y Puerta Cerrada; barrio del Congreso y carrera de San Jerónimo; Ribera de Curtidores y Cerrillo del Rastro; y paseo de la ermita del Santo. También aparecen referidas en la narración un gran número de calles; de las que se pueden destacar las de Juanelo y Hortaleza.

### El amigo Manso(enero-abril de 1882)
El Madrid "naturalista" de Galdós se muestra en esta novela pseudo-autobiográfica con su perfil más estrambótico. Sus cuatro protagonistas principales: Máximo Manso, su discípulo Manolito Peña, Irene, ninfa madrileña y protegida a la postre, y su interesada tiastra Doña Cándida, se mueven por sus páginas convirtiendo la ciudad en una engañosa postal que, desde el piso de la calle de Espíritu Santo, en el que vive Manso, se va filtrando por "profundas, laberínticas y misteriosas cavidades"; por ellas van pasando "las sombras entrecortadas de las calles... enroscándose en el suelo salpicado de luces de gas." En el aire falsamente romántico de ese Madrid nocturno flota un tentador aroma de olla de garbanzos que hace ridículo el drama de los personajes.

### El doctor Centeno(dos tomos: mayo de 1883)
Esta novela —con más información autobiográfica que las Memorias de un desmemoriado—, que narra las aventuras y vicisitudes del adolescente Felipe Centeno, lazarillo de Tormes galdosiano recién llegado a la urbe capitalina, es obra de encrucijada, donde confluyen viejos personajes de Galdós (el propio Felipín, presentado en Marianela, y su nuevo amo, Augusto Miquis, héroe en La desheredada) con otros nuevos que se ensancharán a lo largo de su obra futura: las hermanas Sánchez Emperador (Tormento y Sagrario), Pedro Polo —turbio sacerdote sin vocación— y, en especial, la familia de Ido del Sagrario.
Escenarios vividos por el propio Galdós son en esta novela: la casa de huéspedes que centra la acción, reproducción bastante fiel de la pensión que en el número 69 de la calle del Olivo fue hogar del escritor en sus primeros años madrileños; o las veladas en el 'paraíso' del Teatro Real y la redacción de "un periódico" donde colabora Juanito. En el callejero se cruzan y entretejen con la acción calles con vocación galdosiana como: Carretas, Concepción Jerónima, Toledo, Montera, León, Farmacia, Arenal, Hortaleza y Cava Baja, y rincones como el callejón de San Marcos, la Fuente del Berro, el Cerro de San Blas o las callejuelas Almendro y del Nuncio.

### Tormento(enero de 1884)
Formando una especie de trilogía y compartiendo personajes con El doctor Centeno, que la precede, y la novela posterior, La de Bringas, Tormento se desarrolla hacia 1867 componiendo los telones de uno de los principales escenarios del Madrid galdosiano. En él cruzan sus destinos tres personajes principales: Amparo Sánchez Emperador, doblemente seducida por Pedro Polo (el padre Polo, sacerdote sin vocación) y Agustín Caballero, indiano y pícaro redimido. Triángulo amoroso/tormentoso marcado en el mapa de la ciudad con su correspondiente recorrido:
- Costanilla de los Ángeles, domicilio de los Bringas entre 1851 y 1867, familia que, gobernada por Rosalía Pipaón de Bringas, acoge y domina los destinos de las hermanas Amparo y Refugio Sánchez Emperador, huérfanas empobrecidas y sobrinas de Rosalía.
- Calle Arenal, recién estrenado domicilio de Agustín Caballero, rico, altivo y seductor.
- Calle de la Fe (antigua calle de la Judería, en Lavapiés), domicilio de Pedro Polo, "mórbido inspirador de la pasión sacrílega" que le une a la "indecisa hasta la exasperación", Amparo.[44]

Completan este Madrid galdosiano las calles de Concepción Jerónima, Príncipe, Leganitos, de la Estrella, Esperancilla, San Leonardo, Silva, Beatas y Ancha (de San Bernardo).

### La de Bringas(abril-mayo de 1884)

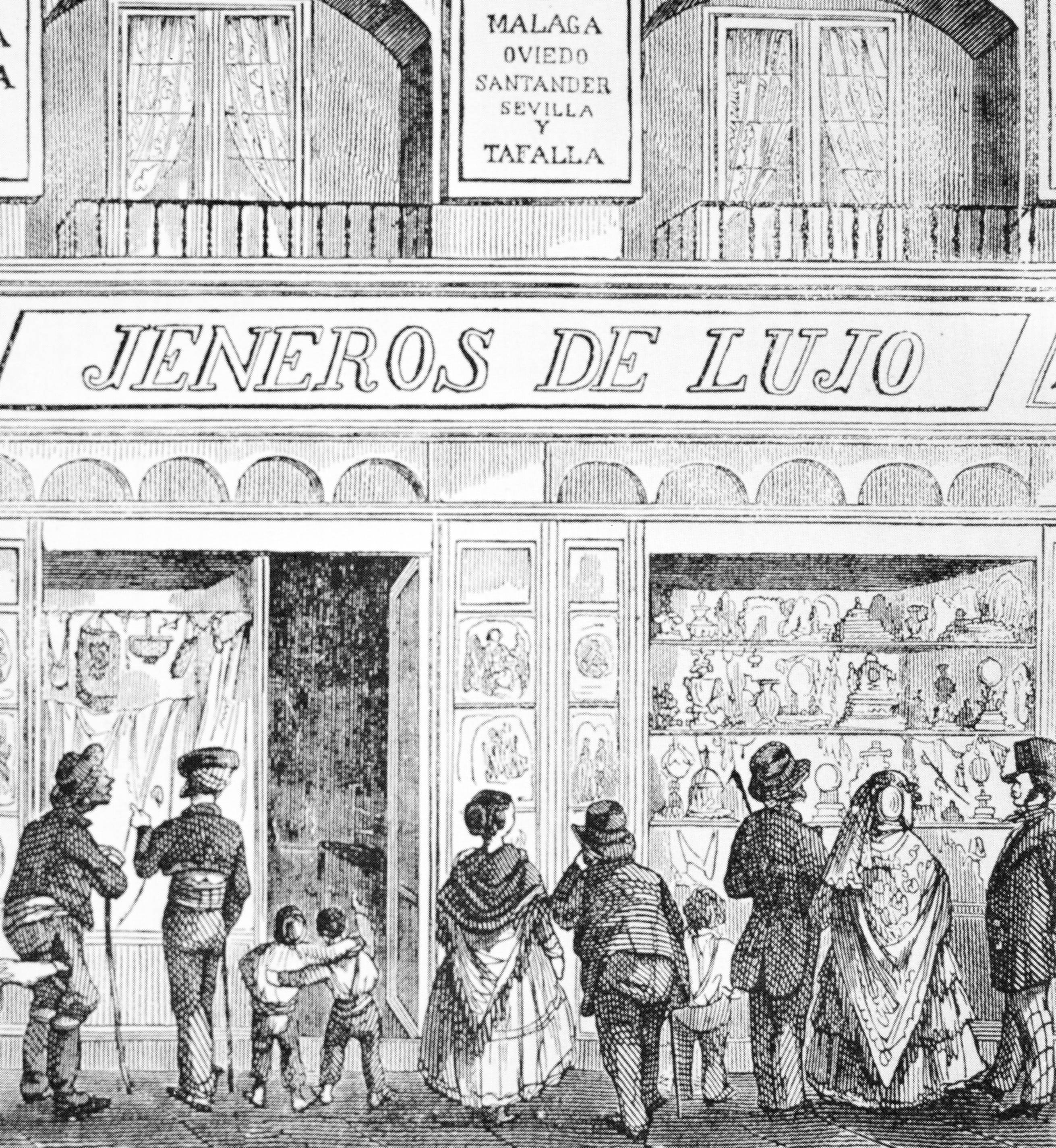
Grabado del comercio en el Madrid galdosiano en el periodo histórico en el que transcurren la trama de la novela protagonizada por Rosalía Pipaón de Bringas.

Con La de Bringas, retrato descarnado de la irresistible ascensión y caída de Rosalía Pipaón de Bringas, Galdós parece regodearse en el análisis socioemocional de una víctima más del periodo histórico denominado "de locura crematística", vivido por los representantes de la clase pequeñoburguesa del siglo XIX español que eligieron a la nobleza como referente, prescindiendo de la ética o la moralidad de sus acciones y comportamiento.
Novela de escenarios interiores (con la acción situada en 1868), más generosa en escenas palaciegas, vestidores y enredos de alcoba que en tráfico de pasiones por el callejero de la ciudad, La de Bringas, repite itinerarios básicos del Madrid galdosiano. Así las tres calles de Arenal, Carmen y Montera, con unas páginas fijas para visitar la tienda de confecciones "Sobrino Hermanos" en la calle de la Sal. Los paseos de la de Bringas se reparten entre el Prado, la Cuesta de la Vega, junto a Palacio, la Plaza de Oriente y las de la Cebada y el Carmen.
Hay que registrar también la aparición en escena de uno de los grandes personajes del Madrid de Galdós, el usurero Francisco Torquemada, en su domicilio de la Travesía de Moriana.

### Lo prohibido(dos tomos: noviembre de 1884-marzo de 1885)
Novela poco conocida de Galdós, publicada en dos entregas, entre el otoño de 1884 y la primavera siguiente. La acción, casi contemporánea a su publicación, transcurre en el Madrid de goce y especulación que acompañó los últimos años del reinado de Alfonso XII. Un Madrid que impregna la narración cediendo a sus habitantes el protagonismo físico a través del núcleo familiar de su protagonista José María Bueno de Guzmán. Así lo verbaliza Galdós por boca de Don Rafael, tío de José María, en este párrafo que el crítico José Fernández Montesinos selecciona como síntesis de la novela:

"Es el mal madrileño: esta indolencia, esta enervación que nos lleva a ser tolerantes con las infracciones de toda ley, así moral como económica, y a no ocuparnos de nada grave con tal que no nos falte el teatrito o la tertulia para pasar el rato de noche, el carruajito para zarandearnos, la buena ropa para pintarla por ahí, los trapitos de novedad para que a nuestras mujeres y a nuestras hijas las llamen elegantes y distinguidas, y aquí paro de contar porque no acabaría."
Benito Pérez Galdós: Lo prohibido

La presencia de los personajes de la obra, tan indolente como intensa, ocupa el escenario hasta casi hacerlo desaparecer. Aquí y allá se ven panorámicas del Barrio de Salamanca, la Puerta del Sol, el Retiro o Atocha. Se callejea, poco, por la calle Montera para visitar el viejo edificio del Ateneo, a punto de ser relevado por el nuevo de la calle del Prado; entran y salen los personajes de la Chocolatería La Colonial, Lhardy, "La Pajarita", "Bolsín", el Café de Santo Tomás o el establecimiento de "Abanicos Sierra" en la Plazuela de Matute. Y como en un escenario metido dentro de otro, Juana Bueno, verá pasar desde su balcón la procesión del Doscientos Aniversario de Calderón de la Barca.
Galdós, en muchos recursos heredero de Balzac, incurre en Lo prohibido en el vicio de sacar a escena, a veces como simples comparsas a personajes de otras novelas suyas. Así aparecen, una vez más: la de Bringas, (ambiciosa hasta el adulterio); la marquesa de San Salomó ("ultracatólica y adúltera") que pululaba por las páginas de La familia de León Roch; el alumno de Manso, Manolito Peña, ya casi un personaje político; o Constantino Miquis, tardío vástago de la familia que envuelve la trama de El doctor Centeno. Todos ellos, como expone Montesinos en su estudio, un tanto descabalados y antojadizos.

### Fortunata y Jacinta(4 tomos: enero, mayo y diciembre de 1886-junio de 1887)
Fortunata y Jacinta, novela universal, es también una de las obras de Galdós que mejor definen el concepto de "Madrid galdosiano". Así lo han referido hispanistas y galdosistas, desde Leopoldo Alas (Clarín) a Pedro Ortiz-Armengol. El retrato que el escritor canario hace de la ciudad y sus gentes es comparable al que un siglo antes hiciera Francisco de Goya.

#### Itinerarios
Un minucioso estudio de la presencia del callejero madrileño en Fortunata y Jacinta, permite trazar el siguiente itinerario a lo largo de sus páginas (y evitando mencionar las repeticiones):
- En la primera parte:

Plaza de Oriente, Montera, calle de la Sal, Atocha, calle de la Cruz, calles de Toledo, Tintoreros, Postas (esquina al callejón de San Cristóbal), Imperial y Carretas; plazuela de la Leña, calle del Ave María, de la Encomienda, Plaza Mayor, Concepción Jerónima, Portillo de Gilimón, calle Imperial, plazas de Santa Cruz y de la Cebada, Cava Baja, barriada de Maravillas, Cava de San Miguel, Cuchilleros, calles de Santo Tomás y San Ginés, calles de las Maldonadas, Pontejos e Hileras; plazuela de San Miguel y calle de la Caza, Costanilla de Santiago, calles del Zarzal, de Alburquerque, Mira el Río y del Bastero; Chamberí, Leganitos, Hortaleza; calles de la Greda, Alcalá, del Turco, del Florín, Peligros y Caballero de Gracia.

- En la segunda parte:

Calles de la Leza, San Felipe Neri, Milaneses, del Mesón y de Paños; barrio de Salamanca, calles de Pelayo, San Marcos, paseo de Santa Engracia, calle de la Haban y Rincón de San Antón; calles Mayor, Raimundo Rubio, Don Juan de Austria; altozanos de Vallehermoso, cementerios del Norte y Depósitos de agua; cementerio de San Martín, caserío de Cuatro Caminos, camino de Cuatro Caminos a Tetuán y Paisaje de la Moncloa; calles de la Fresa, Sagunto, Santa Feliciana, plaza de San Ildefondo y suburbio de Las Virtudes.

- En la tercera parte:

Corredera de San Pablo, Puerta del Sol, calles del Amor de Dios, Madera Baja, Arenal y de la Comadre; Red de San Luis, calles de la Salud, del Carmen, Preciados, Montera, Capellanes, del Olivo, Ballesta y San Onofre; calles de Don Pedro y de las Aguas, plaza de Antón Martín, de los Carros y Cava Alta; calles de Valencia, Taberniles, Peñuelas y plaza de Lavapiés; rampas de San Isidro y de San Justo y calle de la Colegiata.

- En la cuarta parte:

Paseo del Prado y calles de Cañizares, Tres peces y Esparteros; plaza de Leganés, vertiente de Arganzuela y calles de Zurita, Pontejos, Relatores, Magdalena, de la Paz y Barrionuevo; callejón del Verdugo, calles del Duque de Alba y de la Ventosa; Carrera de san Jerónimo, Felipe III, de la Sal, Vicario Viejo y callejón del Salvador; plaza del Progreso, calles de san Pedro Mártir, San Simón, de la Cabeza, Ciudad Rodrigo y La Ronda.

También es demostrativo, además del protagonismo de diversos tipos de comercios (desde artesanos y prestamistas hasta tiendas varias y farmacias y boticas), el buen número de cafés madrileños del último cuarto del siglo XIX que aparecen en la novela. Por orden de aparición: Café Suizo, Real, Praga, San Antonio, el Suizo Nuevo, Platerías, café del Siglo, Levante, café del Gallo, Fornos, café de Santo Tomás, Aduana, de San Joaquín, café de Madrid, Suizo Viejo y café de Zaragoza.

### Miau(abril de 1888)
El crítico Joaquín Casalduero resume en dos frases la clara intención de Galdós en Miau: "Madrid es el mundo, y el empleado, el hombre. Morir es quedar cesante". Con este sencillo argumento esencial, tragedia opresiva que Dostoyevski haría más angustiosa y Kafka más alucinante, Ramón Vilaamil (el cesante), su esposa Doña Pura, su hermana Milagros y su hija Abelarda, van a chocar en el escenario de la ciudad de Madrid con la familia del yerno triunfador, Víctor Cadalso (una vez más Galdós juguetea y se luce con la elección de los nombres), y ante los ojos de una tercera opción vital —vivir al día y con lo que hay— sintetizada en Federico Ruiz y su mujer, Pepita Ballester.
El marco histórico de partida —febrero de 1878— despierta de la resaca de la boda Real que el 23 de enero habían protagonizado Alfonso XII y su prima María de las Mercedes en la basílica de Atocha. Los escenarios y forillos que los personajes poblarán con sus idas y venidas son variopintos: La calle de Quiñones, la explanada frente al Cuartel del Conde-Duque, el Colegio de la plazuela del Limón, el interior del Teatro Real, los despachos y dependencias del Ministerio de Hacienda, la iglesia de las Comendadoras, los desmontes del Cuartel de la Montaña.

### Tetralogía de lasNovelas de Torquemada(1889-1895)
Galdós, víctima a lo largo de su vida de real de prestamistas y usureros reales, concibió en su fantasía la existencia literaria del maragato Francisco Torquemada, cuyos negocios en incontenible ascensión se desarrollan en el Madrid de los años 1870 a 1888. Ortiz-Armengol cita algunos nombres como posibles modelos del personaje, entre ellos el de Santiago Alonso Cordero y el del mago financiero, "mecenas y misterioso" José Lázaro Galdiano, conocido de Galdós. Las cuatro novelas que forman la tetralogía se titulan: Torquemada en la hoguera (1889), Torquemada en la cruz (1893), Torquemada en el purgatorio (1894), Torquemada y San Pedro (1895); y aún hay noticia de un quinto volumen ("La herencia de Torquemada") que no llegó a escribir.

#### Itinerarios y callejero comunes a las novelas de Torquemada
Desde el vértice geográfico de la casa del usurero Francisco Torquemada en la calle Tudescos, las cuatro novelas del ciclo dedicado a este personaje y sus víctimas, trazan itinerarios comunes por las calles Preciados, Carmen, Salud, Luna, San Blas, Ave María, Silva, Toledo, Alameda (antigua calle de la Leche), Humilladero, San Bernardo, Espoz y Mina, la Carrera de San Jerónimo, Infantas, Bailén o la Costanilla de Capuchinos y las Cavas Alta, Baja y de San Miguel. Además de enclaves tan madrileños como la Puerta del Sol, Puerta Cerrada, La Bombilla, Cuatro Caminos, Tetuán, Chamberí, la Plaza Mayor y la Plaza de Oriente, Alcalá, Atocha y la Gran Vía, el Paseo del Prado y el de Recoletos.

### Nazarín(mayo de 1895)
En Nazarín, Galdós se traslada al extrarradio de Madrid, acompañando las andanzas del sacerdote manchego don Nazario Zaharín, mezcla galdosiana de quijote y Cristo.
El protagonista —entre la santidad y la locura—, acompañado por sus discípulos-escuderos, encarnados en las jóvenes Andara y Beatriz (una evocación castiza y mesetaria de las bíblicas Marta y María), recorre los suburbios del sur de Madrid. En su itinerario aparecen las calles de las Amazonas, del Oso, de los Abades, del Peñón, de las Maldonadas, Mira el Río, Arganzuela, Calatrava, la plaza de la Cebada, el Cerrillo del Rastro, la Puerta y el Puente de Toledo, y más allá de lo urbanizado, el camino de los Carabancheles, Campamento y el Cementerio de San Isidro.

### Misericordia(marzo-abril de 1897)
En Misericordia me propuse descender a las capas ínfimas de la sociedad matritense, describiendo y presentando los tipos más humildes, la suma pobreza, la mendicidad profesional, la vagancia viciosa, la miseria, dolorosa casi siempre, en algunos casos picaresca o criminal... Para esto hube de emplear largos meses en observaciones y estudios directos del natural, visitando las guaridas de gente mísera o maleante que se alberga en los populosos barrios del sur de Madrid. Acompañado de policías escudriñé las "casas de dormir" de las calles de Mediodía Grande y del Bastero, y para penetrar en las repugnantes viviendas donde celebran sus ritos nauseabundos los más rebajados prosélitos de Baco y Venus, tuve que disfrazarme de médico de la Higiene municipal. No me bastaba esto para observar los espectáculos más tristes de la degradación humana, y solicitando la amistad de algunos administradores de las casas que aquí llamamos "de corredor", donde hacinadas viven las familias del proletariado ínfimo, pude ver de cerca la pobreza honrada y los más desolados episodios del dolor y la abnegación en las capitales populosas..."
Galdós, en el prólogo a la edición de Misericordia de 1913.

Poco se puede añadir tras estos párrafos del autor. Si acaso, por defecto estadístico, la circunstancia de que Galdós repita escenarios madrileños antes aparecidos en otras novelas del ramo: Ángel Guerra, Fortunata y Jacinta, Halma, Nazarín y Torquemada. Barrios de los antiguos distritos de la Latina, Inclusa y Hospital. En el catálogo de calles y plazas vuelven a aparecer los rótulos de la Cabeza, la Ruda y Arganzuela, Mesón de Paredes, Puente de Segovia, la Cava Baja y la plazuela del Ángel; también reaparecen los suburbios del otro Madrid, como el castigado gueto de Las Cambroneras.
Completan el cuadro cafés, tabernas y figones que así mismo podrían adjetivarse 'galdosianos'. Y merece la pena llamar la atención sobre la habilidad de Galdós en la selección de nombres, no solo de los personajes sino de los lugares relacionados con ellos en la geografía municipal o el callejero madrileño. Tómese como ejemplo en esta novela al personaje de doña Frasquita, vecina de una lista de calles a las que a lo largo de la narración se va mudando en orden degradante y cuyo simbolismo resulta tan sugerente: de la calle Claudio Coello en el barrio burgués de Salamanca irá a la calle del Olmo, en el viejo Madrid, y siguiendo un nomenclátor botánico pasa a la calle del Saúco y de ésta a la del Almendro, para acabar con un golpe de ironía muy galdosiano, en la calle Imperial (!).

## El Madrid de los Episodios
De las cuarenta y siete novelas, agrupadas en cinco series, que componen los Episodios Nacionales, al menos en 26 de ellas hay una presencia notable del Madrid "épico-literario" del siglo XIX. Se pueden incluir también tres episodios en los que la capital española aparece en grado menor (indicados entre paréntesis en la tabla subsiguiente):
- 1.ª SERIE: -Episodios n.º: 2, 3 y 5
  - La Corte de Carlos IV
  - El 19 de marzo y el 2 de mayo
  - Napoleón en Chamartín

- 2.ª SERIE: -Episodios n.º: (1), 2, 3, 4, 5, 7, 9, 10
  - (El Equipaje del rey José)
  - Memorias de un cortesano de 1815
  - La segunda casaca
  - El grande Oriente
  - 7 de julio
  - El terror de 1824
  - Los apostólicos
  - Un faccioso más y algunos frailes menos

- 3.ª SERIE: -Episodios n.º: 2, (3), 6, 8, 9, 10
  - Mendizábal
  - La estafeta romántica
  - (De Oñate a la Granja)
  - Montes de Oca
  - Los Ayacuchos
  - Bodas reales

- 4.ª SERIE: -Episodios n.º: (1), 2, 3, 4, 5, 9, 10
  - (Las tormentas del 48)
  - Narváez
  - Los duendes de la camarilla
  - La revolución de julio
  - O’Donnell
  - Prim
  - La de los tristes destinos

- 5.ª SERIE: -Episodios n.º: 1,2,3,4,6
  - España sin rey
  - España trágica
  - Amadeo I
  - La Primera República
  - Cánovas

## Parámetros del Madrid de Benito Pérez Galdós

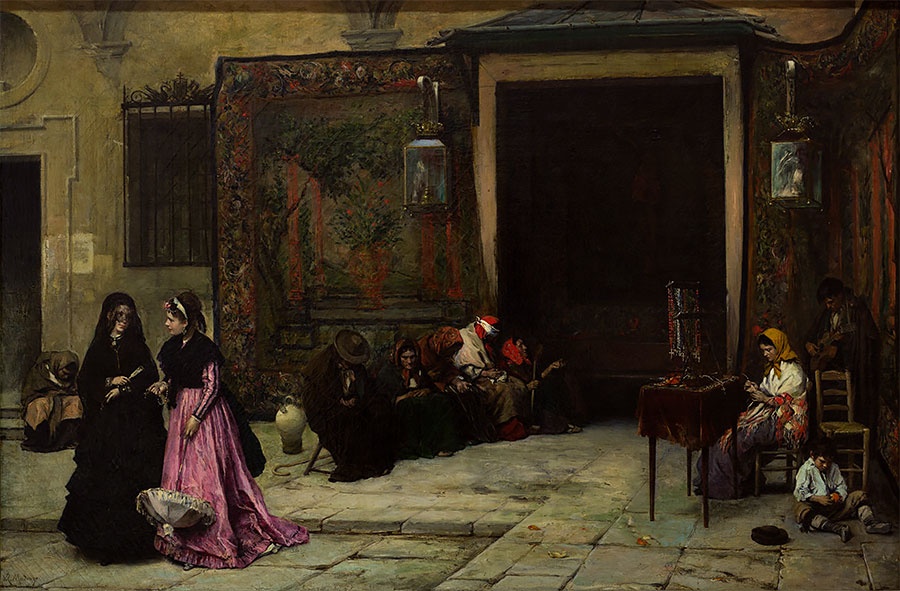
Atrio de la iglesia antigua de San Ginés de Madrid, 1867, cuadro de Raimundo de Madrazo (Museo Nacional de Bellas Artes de La Habana, Cuba).

De los diferentes estudios realizados sobre la obra de Galdós y en especial de los específicos sobre la construcción y estructura del Madrid literario del escritor canario, pueden diferenciarse los siguientes parámetros:
- Influencia de los acontecimientos históricos, sociales y políticos, en los habitantes de Madrid y respuesta del pueblo de Madrid. De capital provinciana de los borbones a la agitada urbe de la Conjunción Republicano-Socialista.[69][70]
- Familia y vivienda: desarrollo urbano en el Madrid de mediados del siglo XIX.[71] Organización de fondas, pensiones y huéspedes; los nuevos barrios burgueses frente al "Madrid de los miserables".[72] La sombra de Víctor Hugo en Galdós.[73]
- Clases sociales en el Madrid galdosiano (la interrelación entre parámetros económicos y religiosos).[74] El triángulo Galdós: beatas, mendigos y tenderos.[75]
- La importancia de los cafés de tertulia y los paseos madrileños en la estructura de las tramas galdosianas. Verbenas y espectáculos en el Madrid de la segunda mitad del siglo XIX.[76]

## Majos de Galdós
La imagen más conocida de los majos del Madrid del ocaso del siglo XVIII y el amanecer del XIX, ha quedado inmortalizada con una gran riqueza psicológica y variedad plástica de tipos en la obra de Francisco de Goya. Complementario, aunque mucho menos conocido, es el retrato coral literario que hizo Galdós del majo madrileño de la primera mitad del siglo XIX. Una interesante y jugosa clasificación y ordenación sociolaboral, minuciosamente localizada además en el callejero de la ciudad, puede leerse en unas memorables páginas de El 19 de marzo y el 2 de mayo, libro tercero de la primera serie de los Episodios Nacionales:

### La vestimenta de los majos
La taberna del tío Malayerba estaba llena de bote en bote, y también disfrutaba el honor de una desmesurada concurrencia, un patio interior destinado de ordinario a paradero y taller de carretería. No puedo haceros formar idea de la variedad de trajes que allí vi, pues creo que había cuantos han cortado la historia, la costumbre y el hambre con su triple tijera. Veíanse muchos hombres envueltos en mantas, con sombrero manchego y abarcas de cuero; otros tantos cuyas cabezas negras y redondas adornaba un pingajo enrollado, última gradación de turbante oriental; otros muchos calzados con la silenciosa alpargata, ese pie de gato que tan bien cuadra al ladrón; muchos con chalecos botonados de moneditas, se ceñían la faja morada, que parece el último jirón de la bandera de las comunidades...
Benito Pérez Galdós: El 19 de Marzo y el 2 de Mayo. Cap. VIII pags. 34 y ss.

### Majos: tribus urbanas del XIX

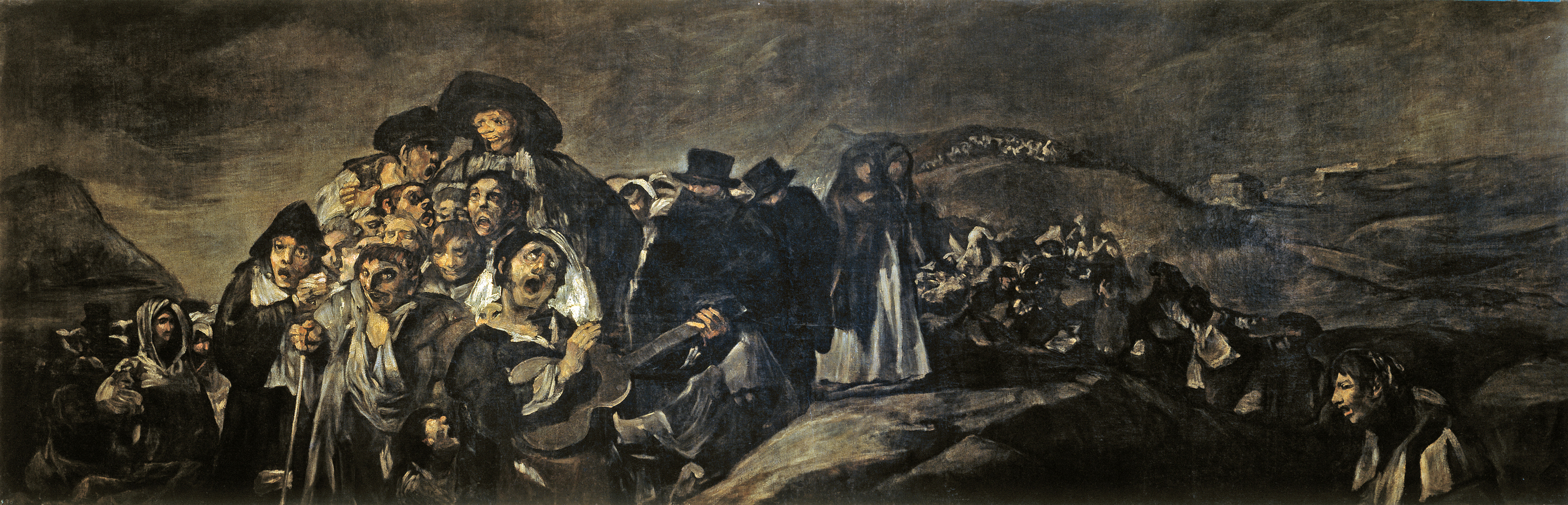
La romería de San Isidro (1819-1823). La oscura turba de los majos madrileños vistos por Francisco de Goya en sus Pinturas Negras.

"...y entre esta mezcolanza de paños pardos, sombreros negros y mantas amarillas, se destacaban multitud de capas encarnadas cubriendo cuerpos famosos de Las Vistillas, del Ave-María, del Carnero, de la Paloma, del Águila, del Humilladero, de la Arganzuela, de Mira el Río, de los Cojos, del Oso, del Tribulete, de Ministriles, de los Tres Peces, y otros célebres «faubourgs» (permítasenos la palabrota) donde siempre germinó al beso del sol de Castilla la flor de la granujería..."
Benito Pérez Galdós: El 19 de Marzo y el 2 de Mayo. Cap. VIII pags. 34 y ss.

### "Pujitos", majo decente

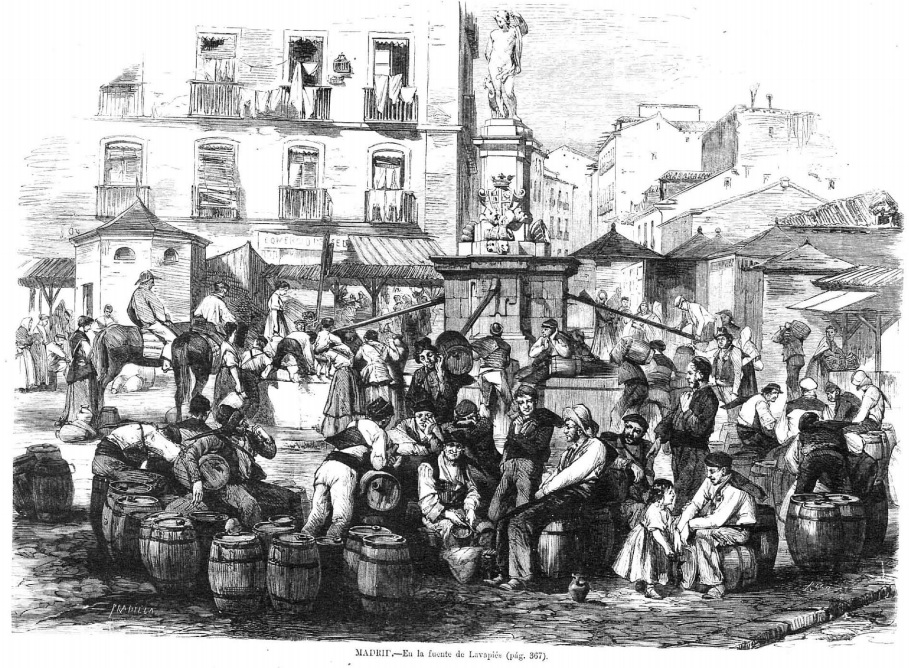
La castiza reunión de "majos decentes" en torno a la fuente de Lavapiés (hacia 1870), vista por Francisco Pradilla y Ortiz, en un dibujo publicado en La Ilustración Española y Americana.

Pujitos era lo que en los sainetes de Don Ramón de la Cruz se señala con la denominación de 'majo decente', es decir, un majo que lo era más por afición que por clase, personaje sublimado por el oficio de obra prima, el de carpintero o el de platero, y que no necesitaba vender hierro viejo en el Rastro, ni acarrear aguas de las fuentes suburbanas, ni cortar carne en las plazuelas, ni degollar reses en el matadero, ni vender aguardiente en Las Américas, ni machacar cacao en Santa Cruz, ni vender torrados en la verbena de San Antonio, ni lavar tripas allá por el portillo de Gilimón, ni freír buñuelos en la esquina del hospital de la V.O.T., ni menos se degradaba viviendo holgadamente a expensas de ninguna mondonguera, o castañera, o de alguna de las muchas Venus salidas de la jabonosa espuma del Manzanares. Pujitos estaba con un pie en la clase media; era un artesano honrado, un hábil maestro de obra prima; pero tan hecho desde su tierna y bulliciosa infancia a las trapisondas y jaleos manolescos, que ni en el traje ni en las costumbres se le distinguía de los famosos Tres Pelos, el Ronquito, Majoma, y otras notabilidades de las que frecuentemente salían a visitar las cortes y sitios reales de Ceuta, Melilla, etc."

"Pujitos era español, y como es fácil comprender, tenía su poco de imaginación, pues alguno de los granos de sal pródigamente esparcidos por mano divina sobre esta tierra, había de caer en su cerebro. No sabía leer, y tenía ese don particular, también español neto, que consiste en asimilarse fácilmente lo que se oye; pero exagerando o trastornando de tal manera las ideas, que las repudiaría el mismo que por primera vez las echó al mundo. Pujitos era además bullanguero; era de esos que en todas épocas se distinguen, por creer que los gritos públicos sirven de alguna cosa; gustaba de hablar cuando le oían más de cuatro personas, y tenía todos los marcados instintos del personaje de club; pero como entonces no había tales clubs, ni milicias nacionales, fue preciso que pasaran catorce años para que Pujitos entrara con distinto nombre en el uso pleno de sus extraordinarias facultades. Setenta años más tarde, Pujitos hubiera sido un zapatero suscrito a dos o tres periódicos, teniente de un batallón de voluntarios,  vicepresidente de algún círculo propagandista, elector diestro y activo, vocal de una comisión para la compra de armas, inventor de algún figurín de uniforme; hubiera hablado quizás del derecho al trabajo y del colectivismo, y en vez de empezar sus discursos así: «Jeñores: denque los güenos españoles...», los comenzaría de este otro modo: «Ciudadanos: a raíz de la revolución...».
Benito Pérez Galdós: El 19 de Marzo y el 2 de Mayo. Cap. VIII pags. 34 y ss.

## Coda de Galdós
No parece discutible que la mejor y más autorizada glosa del Madrid galdosiano sea la del propio don Benito. Y así lo dejó descrito —a su Madrid— y escrito en la conferencia, que estando ya ciego, leyó por él Serafín Álvarez Quintero, en el Ateneo de Madrid, el día 28 de marzo de 1915. Dicha conferencia fue la primera de una serie consagrada a la descripción de ciudades españolas, organizada en la Sección de Literatura del Ateneo, con la dirección y presidencia de Francisco de Icaza. Su obvio título: Madrid.
De la docena de páginas que la componen pueden quedar aquí un párrafo inicial y explicativo del origen del Madrid galdosiano y una sentencia a modo de telón:

Sin faltar a mis deberes escolares hacía yo frecuentes novillos ... No podía resistir la tentación de lanzarme a las calles en busca de una cátedra y enseñanza más amplias que las universitarias; las aulas de la vida urbana, el estudio y reconocimiento visual de las calles, callejuelas, angosturas, costanillas, plazuelas y rincones de esta urbe madrileña, que a mi parecer contenían copiosa materia filosófica, jurídica, canónica, economicopolítica y, sobre todo, literaria ... ¡Oh Madrid! ¡Oh corte! ¡Oh confusión y regocijo de las Españas!
Benito Pérez Galdós (1915)

## Influencia en la literatura posterior

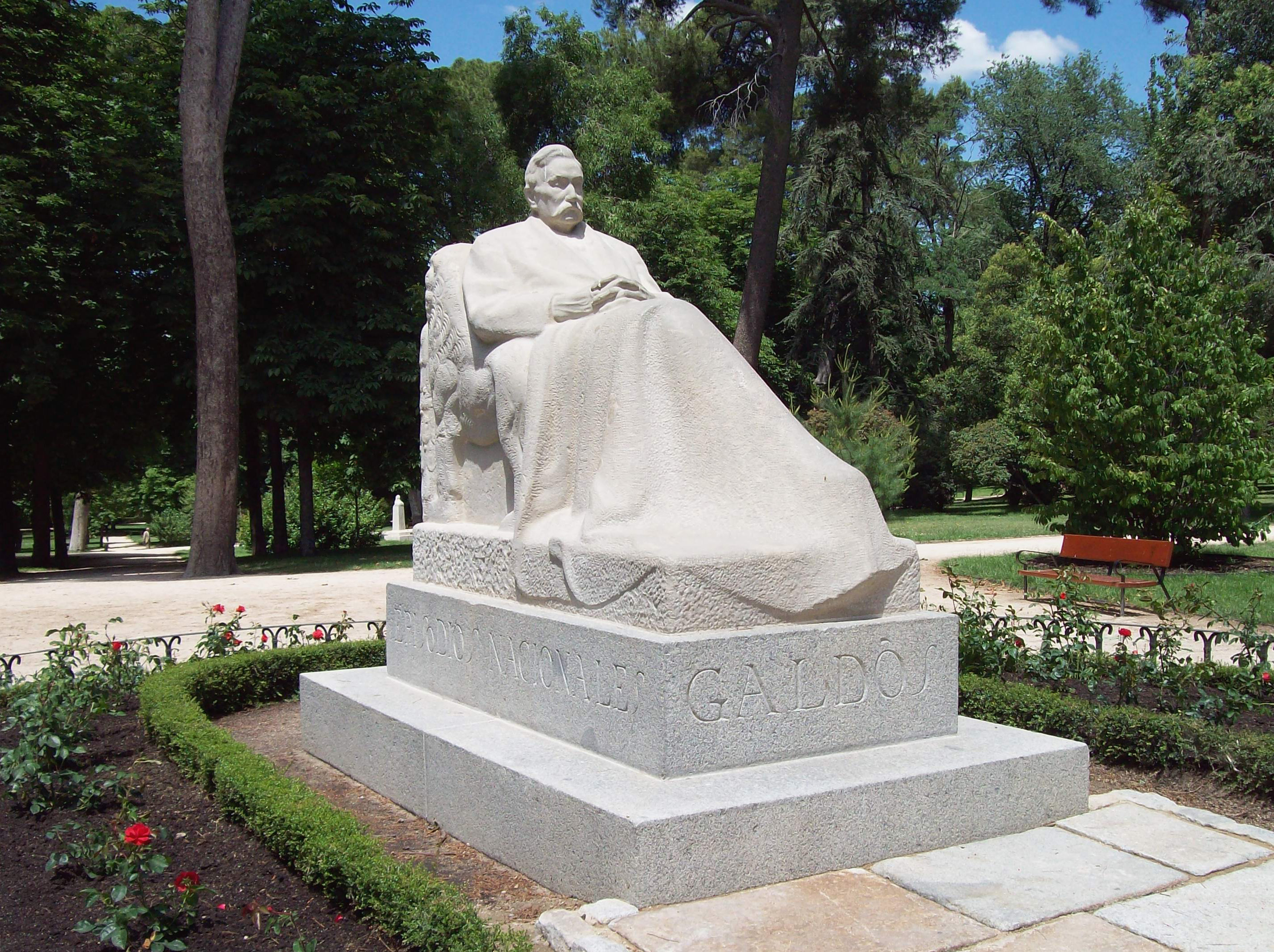
Monumento a Galdós en el Retiro, obra de Victorio Macho en 1919.

El sello del Madrid galdosiano se deja notar con fuerza en escritores del Noventayocho como Valle-Inclán, que lo "esperpentiza" en Luces de bohemia, o Baroja que, desprovisto de la piedad de Galdós, lo desnuda con su "pasión encolerizada por Madrid" en trilogías como La lucha por la vida o La juventud perdida. Y aún un siglo después, la ciudad galdosiana impondrá su sello en novelistas contemporáneos como Arturo Pérez-Reverte o Juan José Millás.